# Universidad de Nueva York
La Universidad de Nueva York  (en inglés: New York University; NYU) es una universidad privada ubicada en Nueva York, Estados Unidos. Fue fundada en 1831 por Albert Gallatin y un grupo de neoyorquinos. La NYU se ha convertido en una de las mayores universidades privadas de los Estados Unidos y del mundo, con más de 50 000 alumnos en cada momento. 
La universidad también se encuentra entre las más prestigiosas universidades de investigación de Estados Unidos. La sociedad educativa Kaplan la equiparó a universidades de la Ivy League (Harvard, Columbia University y Brown University) debido al prestigio de sus facultades, la calidad de la enseñanza y la captación de nuevos estudiantes. También consta entre los puestos 26.º y 42.º en los distintos rankings universitarios globales (2021).

## Historia
La Universidad de Nueva York se fundó el 18 de abril de 1831 por un grupo de destacados neoyorquinos.

## Escuelas y facultades
La Universidad de Nueva York ha crecido hasta comprender actualmente las siguientes escuelas y facultades:
- Colegio de Artes y Ciencia (1831)
- Escuela de Derecho (1835)
- Escuela de Medicina (1841)
- Escuela de Ingeniería Tandon (1854)
- Escuela de Graduados en Artes y Ciencia (1886)
- Colegio de Odontología (1865)
- Escuela de Educación Steinhardt (1890)
- Escuela de Negocios Stern (1900)
- Instituto de Bellas Artes (1925)
- Escuela de Estudios Profesionales (1934)
- Instituto Courant de Ciencias Matemáticas (1935)
- Escuela de Graduados en Servicio Público Wagner (1938)
- Colegio de Enfermería Rory Meyers (1944)
- Escuela de Trabajo Social Ehrenkranz (1960)
- Escuela de Arte Tisch (1965)
- Escuela de Estudio Individualizado Gallatin (1972)
- Escuela de Salud Pública Global (2015)

## Campus
Cuenta con 6 grandes centros en Manhattan y con instalaciones propias en Londres, París, Tel Aviv, Buenos Aires, Florencia, Praga, Madrid, Berlín, Washington D. C., Acra y Shanghái. Tiene un porcentaje de admisión del 15%.

## Vida cultural
Washington Square ha sido uno de los centros de la vida cultural en Nueva York desde el siglo XIX. Artistas de la Hudson River School, la primera escuela del país de pintores destacados se estableció en torno a Washington Square en aquella época.  Samuel F.B. Morse y Daniel Huntington eran los inquilinos del Antiguo Edificio de la Universidad (la universidad ofertaba en alquiler estudios y apartamentos residenciales en el edificio "académico"). Edgar Allan Poe, Mark Twain, Herman Melville y Walt Whitman contribuyeron al ambiente artístico, interactuando de forma notable con la vida cultural y académica de la universidad.

## Alumnos notables
NYU cuenta con 36 ganadores de Premios Nobel, 9 ganadores de la Medalla Nacional de Ciencias, 12 Premios Pulitzer, 30+ ganadores de los Premios de la Academia (más que ninguna otra universidad del mundo), varios Premios Emmy, Premios Grammy y Premios Tony y muchos becarios de las fundaciones MacArthur y Guggenheim entre su alumnado.